# Gertrud Herrbruck
Gertrud Herrbruck, verheiratete Gertrud Bergoint (* 27. Juli 1926 in Pirmasens; † 7. Juni 2021 ebenda) war eine deutsche Schwimmerin. Sie nahm an den Olympischen Spielen 1952 teil.

## Leben und sportliche Karriere
Gertrud Herrbruck startete als Schwimmerin für den 1. SV Blau-Weiß Pirmasens. Sie wurde vom Pirmasenser Trainer Karl Schubert, selbst 1928 Olympiateilnehmer, entdeckt und gefördert und gewann acht deutsche Meisterschaften:
- 100 m Rücken: 1947, 1949, 1950 und 1951
- 200 m Rücken: 1952
- 100 m Freistil: 1950
- 400 m Freistil: 1949 und 1950

Für ihre sportlichen Leistungen wurde sie am 13. August 1950 mit dem Silbernen Lorbeerblatt geehrt.
Herrbruck startete bei den Europameisterschaften 1950 in Wien über 100 m Rücken, wo sie mit 1:17,8 Minuten die Silbermedaille hinter der Niederländerin Hendrika van der Horst (Gold in 1:15,9 min) und vor der Niederländerin Greet Galliard (Bronze in 1:17,9 min) gewann. Bei den Olympischen Spielen 1952 in Helsinki kam sie in derselben Disziplin mit einer Zeit von 1:18,0 Minuten auf den sechsten Platz.
Nach den Olympischen Spielen in Helsinki beendete sie im Alter von 26 Jahren ihre Sportkarriere, um ihre kranke Mutter zu pflegen. Herrbruck war verwitwet und trug den Familiennamen Bergoint. Sie lebte in Pirmasens, wo sie lange Jahre mit ihrem Ehemann ein Fotofachgeschäft führte und am 7. Juni 2021 im Alter von 94 Jahren starb. Aus ihrer Ehe ging eine Tochter hervor.
Ihre Medaillen und Urkunden sind seit 2011 im Pfälzischen Sportmuseum in Hauenstein zu besichtigen.